# アエルバ
アエルバ（学名：Aerva）はヒユ科に含まれる植物の一つ。

## 特徴
樹高100㎝程度まで育つ低木。葉の付け根に付く花は白色で、アジアの南部 - 南西部に自生している。この花穂は、猫のしっぽと揶揄され、花期は10 - 12月である。日本では切り花で流通し、苗では流通することは少ない。花言葉には、「長続き」「持続」がある。これは、本種の花持ちの良さに由来している。褪色しにくい性質を持つのでドライフラワーとしても利用される。

## 栽培方法
本種は切り花で流通することが多く、根の付いた状態で流通する事は少ない。

## 名称について

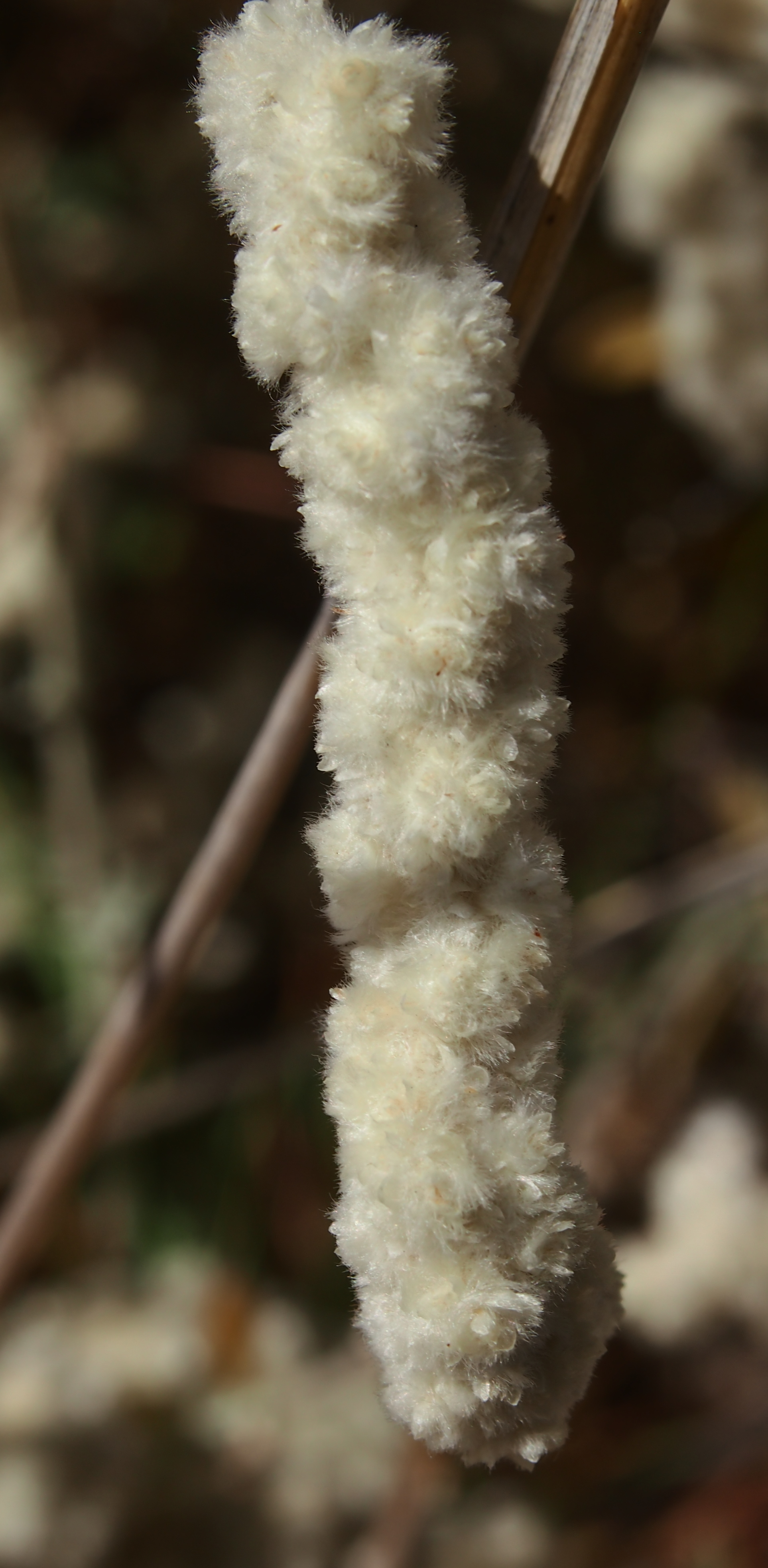
花の拡大

属名である Aerva は「アラビアの」を指すが、語源は不明である。

## 下位分類
アエルバ属は6種が認められる。参考元はこちら。
- アエルバ・ジャヴァニカ

　（Aerva javanica）
アエルバ属で最も著名な種。一般的にシルバーキャットと呼ばれるのは本種。種小名は「ジャワ原産の」という意味がある。シルバーキャットの他にカポックブッシュとも呼ばれる。
- アエルバ・ラナータ

　（Aerva lanata）
種小名は「羊毛の様な」という意味。英名からポルパラとも呼ばれる。
- アエルバ・ウィーティー

　（Aerva wightii）
- アエルバ・ヴィローサ

　（Aerva villosa）
- アエルバ・マダガスシカ

　（Aerva madagassica）
- アエルバ・ラディカンス

　（Aerva radicans）